# Vietnamesische Zentralbank
Die Ngân hàng Nhà nước Việt Nam (vietn. Ngân hàng Nhà nước Việt Nam, engl. State Bank of Vietnam [SBV]/Central Bank of the Socialist Republic of Vietnam) ist die Zentralbank bzw. Staatsbank der Sozialistischen Republik Vietnam. Die Organisation mit Sitz in Hanoi wurde am 6. Mai 1951 als Ngân hàng Quốc gia Việt Nam gegründet.
Am 26. Oktober 1961 erfolgte die Umbenennung zum heutigen Namen.
Die Bank ist Teil der Regierung und unterliegt somit der Steuerung der Kommunistischen Partei Vietnams.

„Bis 1988 bestand das vietnamesische Finanzsystem ausschließlich aus der vietnamesischen Zentralbank, der State Bank of Vietnam (SBV), die Zentralbank- und Geschäftsbankenfunktionen in sich vereinigte und zwei von der Staatsbank gelenkten Spezialbanken, der Außenhandelsbank (Vietcombank) und der Bank für Investitionen und Entwicklung (BIDV).“

Sie hält einen 65%igen Anteil an der VietinBank.

## Zuständigkeiten, Befugnisse, Funktionen und Tätigkeiten
Gemäß dem Law on the State Bank of Vietnam 2010 und dem Dekret Nr. 156/2013/ND-CP vom 11. November 2013 (Decree 156) hat die Bank unter anderem folgende Zuständigkeiten, Befugnisse, Funktionen und Tätigkeiten:
- Notenbank
- Formulierung und Umsetzung der Geld- und Kreditpolitik
- Kontrolle der Kreditschöpfung
- nationale Zinspolitik
- Mindestreservepolitik
- Management der Währungsreserven.[7]

## Leiter
Die Bank wird von einem Governor of the State Bank of Vietnam geleitet
| Name              | Beginn | Ende  |
| ----------------- | ------ | ----- |
| Nguyễn Lương Bằng | 1951   | 1952  |
| Lê Viết Lượng     | 1952   | 1964  |
| Tạ Hoàng Cơ       | 1964   | 1974  |
| Đặng Việt Châu    | 1974   | 1976  |
| Hoàng Anh         | 1976   | 1977  |
| Trần Dương        | 1977   | 1981  |
| Nguyễn Duy Gia    | 1981   | 1986  |
| Lữ Minh Châu      | 1986   | 1989  |
| Cao Sỹ Kiêm       | 1989   | 1997  |
| Nguyễn Tấn Dũng   | 1998   | 1999  |
| Lê Đức Thúy       | 1999   | 2007  |
| Nguyễn Văn Giàu   | 2007   | 2011  |
| Nguyễn Văn Bình   | 2011   | 2016  |
| Lê Minh Hưng      | 2016   | heute |